# Gidara

Estats arameus a Mesopotàmia al segle IX aC

Gidara fou un estat arameu fundat al segle x. La població de Gidara es creu que està situada a uns 20 km al sud de Mardin i a uns 35 al nord-oest de Nísibis, moderna Bughedra o Abu Gidara. El nom arameu fou Raqamatu o Radamate.
Els arameus s'hi van establir en temps de Teglatfalassar II (967-935 aC). Petita ciutat estat, tenia governador assiri però la població aramea era autònoma. Els temanites (una tribu cananea però en aquest cas sembla aplicat a un clan arameu que va governar a Nísibis, Guzana i Gidara) s'hi van establir dirigits per Muquru i el seu estatus passa a ser incert. Adadnirari II la va conquerir el 898 aC. No se'n parla després del segle ix aC.